# Олександр Петрович (режисер)
Олекса́ндр «Са́ша» Петрович (серб. Александар Петровић; 1929, Париж, Франція — 1994, Париж) — югославський та сербський кінорежисер і сценарист, професор факультету драматичного мистецтва в Белграді, письменник і теоретик кіно. Поряд з Живоїном Павловичем і Душаном Макавеєвим в 1960-і роки був одним з піонерів художнього напрямку «Югославська чорна хвиля».

## Біографія
Після завершення середньої освіти почав професійне навчання на факультеті кіно Празької Академії мистецтв. У 1955 році закінчив також Белградський університет історії мистецтв. У тому ж році почав знімати документальне кіно.
Два перших повнометражних фільми початку 1960-х років залишилися непоміченими критиками. Дві пізніші роботи «Три» (в прокаті СРСР — «Папороть і вогонь», 1965 рік) і «Скупники пір'я» (1967 рік) були номіновані на премію Оскар, отримали ще кілька кінематографічних нагород, включаючи приз Міжнародної федерації кінопреси і Гран-прі журі Каннського кінофестивалю за другу картину. За створення цих стрічок Петрович був визнаний одним з родоначальників нового національного кіно, яке пізніше отримало назву «Югославська чорна хвиля».
У 1973 році за політичні переконання був звільнений з Белградській кіноакадемії і практично припинив творчу роботу. У 1989 році став членом опозиційної Демократичної партії Сербії.